# 燕妃
燕妃（えんひ、609年 - 671年7月27日）は、中国の唐の太宗李世民の妃。本貫は涿郡平昌県。越王李貞を産み、越国太妃に立てられた。李貞のほかに皇子李囂も儲けた。

## 経歴
燕宝寿と楊氏の間の娘として生まれた。
13歳のとき、李世民の妃となった。賢妃に立てられた。陰徳妃が嬪に降格されると、徳妃に上った。650年、越国太妃に立てられた。671年、鄭州の伝舎で亡くなった。同年12月27日、昭陵に陪葬された。

## 伝記資料
- 大唐越国故太妃燕氏墓碑銘